# Alexandr Alexandrovič Sljusarev

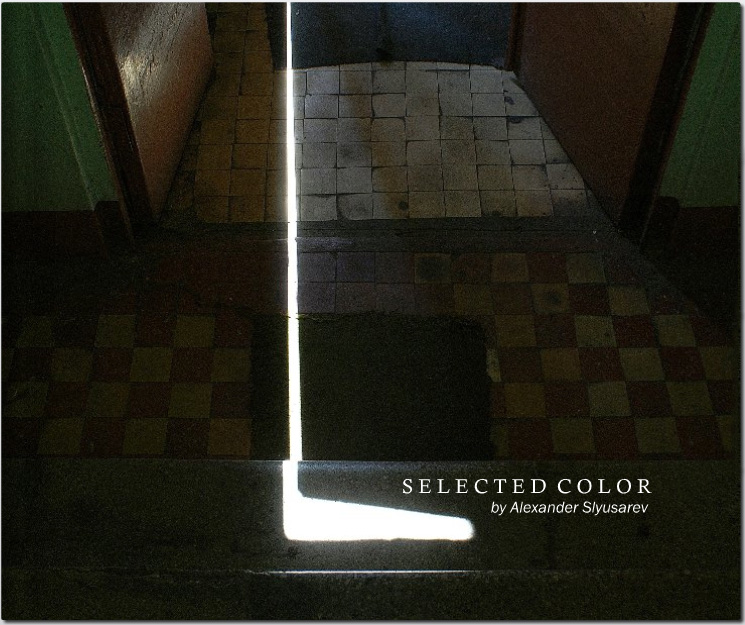
Obálka knihy Selected Color

Alexandr Alexandrovič Sljusarev (rusky: Александр Александрович Слюсарев; také známý jako San Sanich Sliussarev, 9. října 1944, Moskva - 23. dubna 2010, Moskva) byl ruský fotograf a překladatel z italštiny.

## Životopis
Alexander Sljusarev se narodil v roce 1944 v Moskvě v Rusku. Začal fotografovat v roce 1958 svým prvním fotoaparátem Junosť, který dostal jako dárek od svého otce. V roce 1962 se účastnil výstavy Naša Junosť (Naše mládí) v parku Gorkého v Moskvě. Alexander Sljusarev vystudoval Státní pedagogický institut cizích jazyků Maurice Thoreza v Moskvě a působil jako profesionální překladatel z italštiny. Během své kariéry překladatele pracoval s Gianni Rodari, Marcellem Argillim a mnoha dalšími. V roce 1979 měl svou první osobní výstavu na baltském fotografickém festivalu v londýnském Ogre. Od roku 1974 do roku 1984 vytvořil sérii černobílých minimalistických „čtverců“ pořízených fotografickou kamerou Rolleiflex, díky které se fotograf proslavil mezi ostatními fotografy a kurátory. Od roku 1980 měl řadu výstav v Rusku i v zahraničí. Fotografoval dál a své fotografie publikoval na svém blogu téměř každý den až do svého posledního dne v dubnu 2010. Alexander Sjiusarev byl členem umělecké skupiny Přímá fotografie (rusky: Непосредственная фотография), která existovala od roku 1987. Byl také členem Svazu ruských fotografických umělců.

## Samostatné výstavy
- 1979–1980 – Alexandr Sljusarev, festival Dzintarzeme (Amber land), Ogre, putovní výstava: Riga, Tallinn, Kaunas
- 1980 – Alexandr Sljusarev Alexandr Sljusarev, výstava v ZNUI (Заочный народный университет искусств)
- 1983 – Alexandr Sljusarev, výstava v kanceláři časopisu Soviet Photo, Moskva
- 1984 – Alexandr Sljusarev, Krasnogorsk
- 1987 – Alexandr Sljusarev, Moskva
- 1987 – Alexandr Sljusarev, Joškar-Ola
- 1990 – Alexandr Sljusarev, Aix-en-Provence
- 1991 – Alexandr Sljusarev, Amsterdam
- 1994 – Alexandr Sljusarev, Ústřední dům umělců, Moskva
- 1995 – Alexandr Sljusarev, výstava v galerii Fotogalerie, Berlín
- 1995 – Alexandr Sljusarev, galerie Volga, Kazan
- 1995 – Alexandr Sljusarev, photoClub, Joškar-Ola
- 2004 – Alexandr Sljusarev, poSLEDSTVIA, photoprogram 24[2]
- 2004 – Alexandr Sljusarev in Classics of Russian Photography, Moskevský dům fotografie.[3]
- 2005 – Impressions, Exposition of two authors – Yedyge Niyazov and Alexander Sliussarev, galerie Ular, Almaty.[4]
- 2006 – Alexander Sliussarev, 80s, exposition of B&W square images Photosoiuz gallery.[5]
- 2006 – Alexander Sliussarev, Transdecadens, fotogalerie GLAZ.[6]
- 2007 – Alexander Sliussarev, Everything, fotogalerie GLAZ.[7]
- 2009 – False Magic of B/W,[8] Rosphoto, Sankt-Petersburg. Rappoport, A.G.)[9]
- 2009 – 1 КАРТА 2 МАРШРУТА. Аман Гельд/Александр Слюсарев.[10]
- 2009 – Alexandr Sljusarev: Я говорю о простых и понятных вещах….[11]
- 2010 Alexandr Sljusarev, Аман Гельд Одна карта, два маршрута (kurátor: Марат Гельман), Государственный музей архитектуры им. А. В. Щусева, Москва Фотобиеннале-2010 (katalog)
- 2010 – Alexandr Sljusarev Проходя мимо, Кировский областной художественный музей имени В. М. и А. М. Васнецовых, Киров
- 2012 – Alexandr Sljusarev, Retrospective. Part 1.[12]

## Fotografie v muzeích a soukromých sbírkách
- Muzeum moderního umění, New York
- Museet for Fotokunst[13] / Muzeum fotografického umění, Odense, Dánsko
- Harry Ransom Center,[14] UT, Austin, USA
- New Mexico Museum of Art, Santa Fe, NM, USA
- Moskevské muzeum současného umění
- Moskevský dům fotografie
- Národní centrum současného umění, Rusko
- Muzeum současného umění, ART4.RU
- Latvijas Fotogrāfijas muzejs,[15] / Lotyšské fotografické muzeum, Riga, Lotyšsko
- Lietuvos fotografijos muziejus,[16] / Muzeum litevské fotografie, Šiauliai, Litva
- sbírka Svazu fotografů Ruska[17]
- soukromé sbírky v Rusku a v zahraničí

## Publikace o Sljusarevovi
- MRÁZKOVÁ, Daniela; REMEŠ, Vladimír. Another Russia: Through the eyes of the new Soviet photographers. New York: Facts on File Inc, 1. 10. 1986. Dostupné online. ISBN 0-8160-1553-8.
- T. Eskola & H. Eerikainen. Toisinnakiat. Helsinki: SN-Kirjiat Publishing, 1988. ISBN 951-615-707-6
- Валерий Стигнеев и Александр Липков. Мир фотографии. М.: Planěta, 1989. ISBN 5-85250-117-4
- Eroosio/Erosion. 1980-luvun kasitteelista kuvataidetta ja valokuva Neuvostoliitosta. Ed.: Kimmo Sarje. Helsinki: Amos Anderson Publishing, 1990. ISBN 952-9531-03-6
- Photo Manifesto: Contemporary Photography in the USSR. Edited by Christopher Ursitti, Joseph Walker, Aleksandr Nikolaevich Lavrentev and Paul McGinniss. New York: Stewart, Tabori & Chang, 1991. ISBN 1-55670-199-3
- Contemporary Russian Art Photography // Art Journal, ed. Diane Neumaier, College Art Association, Vol. 53, No 2, 1994, New York.
- Hinting at Reality: Aleksandr Slysarev with Mikhail Sidlin[18]
- Свиблова, Ольга Львовна The Russian Vision on Europe. М.: Novosti, 2005. ISBN 5-93977-022-3 s. 132–139.
- Эгонс Спурис, буклет Fotografijas Aleksandra Slusareva (Moskava) 1979, Ogre
- Раппапорт, Александр Гербертович Время и предмет. Фотографии А.Слюсарева // Sovětskoje foto, № 7, 1987.

## Rozhovory
- Михаил Сидлин Александр Слюсарев – фотограф теней, бликов и отражений, интервью Nezavisimaya Gazeta, 2004
- Юрий Зеленцов Беседа с Александром Слюсаревым, Интервью Photo.Picart, 2007.
- Интервью телеканалу Радость моя
- Артём Житенев и Артём Чернов Рубрика „ЗДЕШНИЕ“. Интервью А. А. Слюсарева Фотополигон/Photopolygon, 2008